# Chroniosaurus
Chroniosaurus — вимерлий рід рептіліоморфів хроніозухід із відкладень верхньої пермі Новгородської, Оренбурзької та Вологодської областей Росії. Його вперше назвала Твердохлєбова в 1972 році, типовий вид — Chroniosaurus dongusensis.